# 순명비 유강원 석물
순명비 유강원 석물(純明妃 裕康園 石物)은 대한제국 순종의 비 순명효황후의 옛 무덤인 유강원이 조성되었을 때 만들어진 돌 조각상이다. 2001년 7월 16일 서울특별시의 유형문화재 제134호 유강원(순명효황후의 능)문화유적으로 지정되었다가, 이후 현재의 명칭으로 변경되었다.

## 개요
옛 유강원 터인 서울특별시 광진구 어린이대공원에 남아 있다.
순명효황후는 세자빈에 책봉되었으나 순종이 임금이 되기 전인 1904년에 사망하여 유강원에 묘소를 조성했다가, 순종이 세상을 떠난 1926년에 지금의 유릉에 합장되었다. 그 뒤 유강원 터에는 20기의 석조물이 남게 되었다.

## 동산화된 부동산문화재
유강원[1907년 유릉(裕陵)으로 능호 변경]에 세워졌으나 유릉의 경기도 남양주시 이전 후 어린이대공원 내 분산 배치되어 있다가 2003년 현 위치로 한데 모아 이전되어 동 시설의 야외 전시물로 기능하고 있다.

## 사진

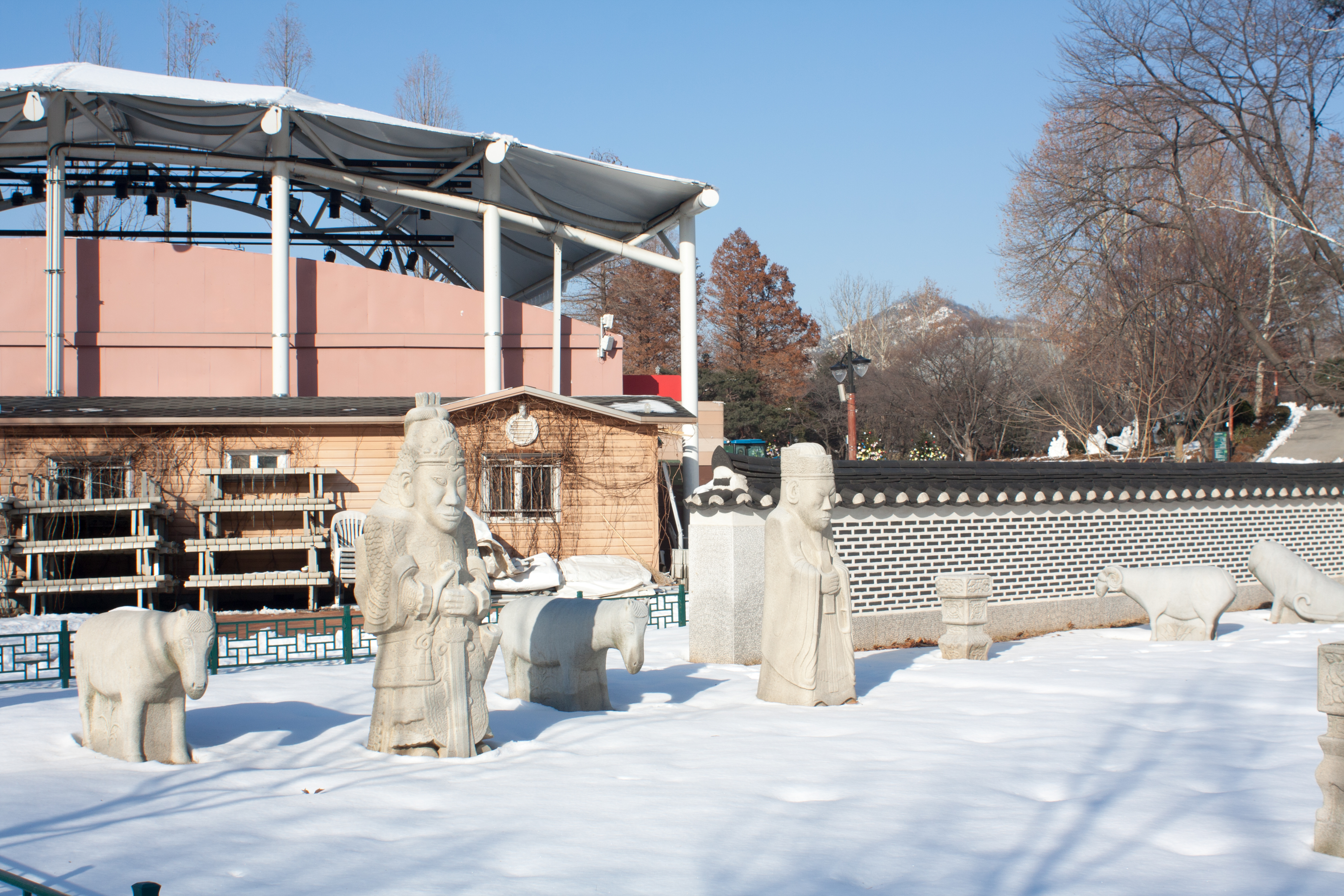
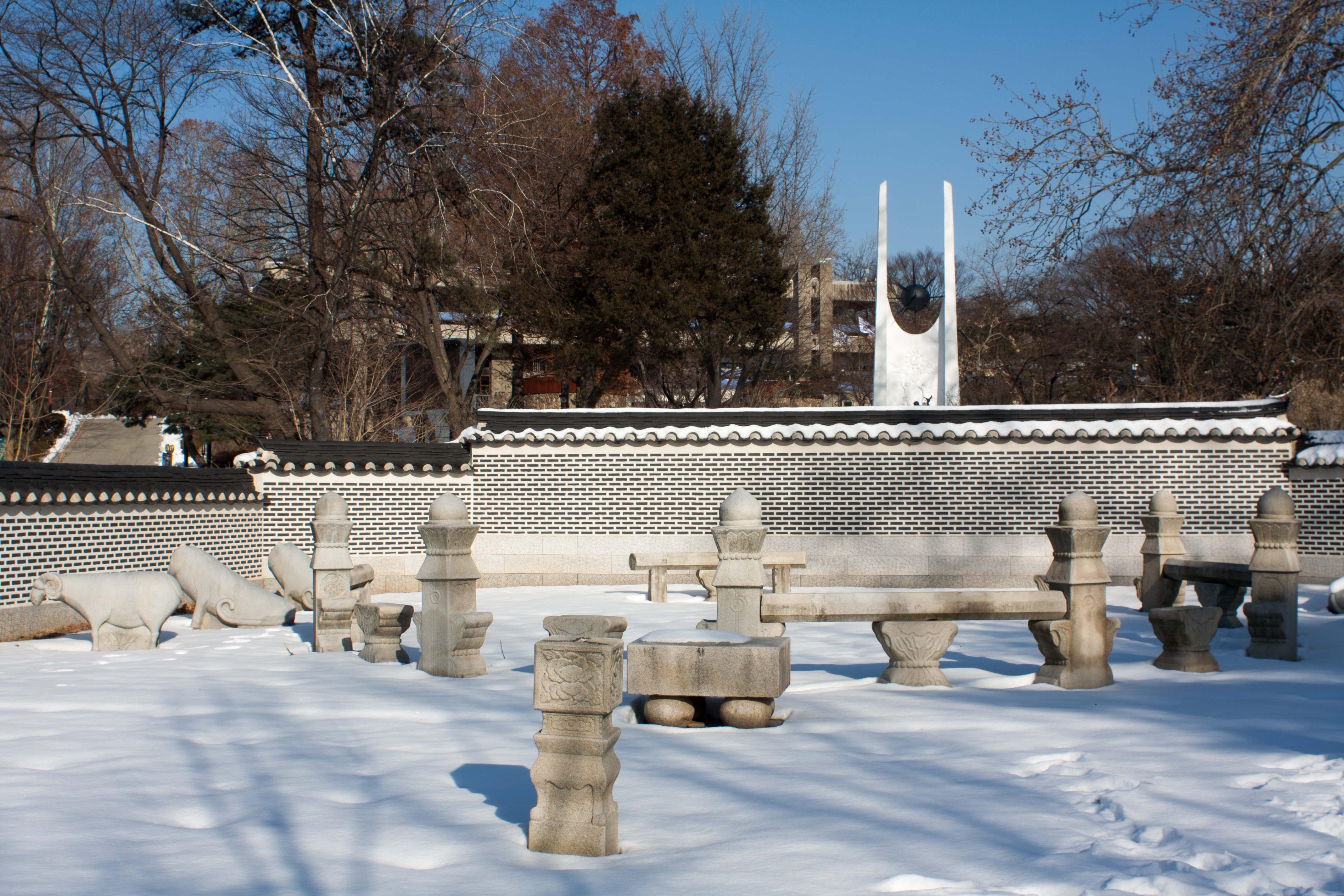
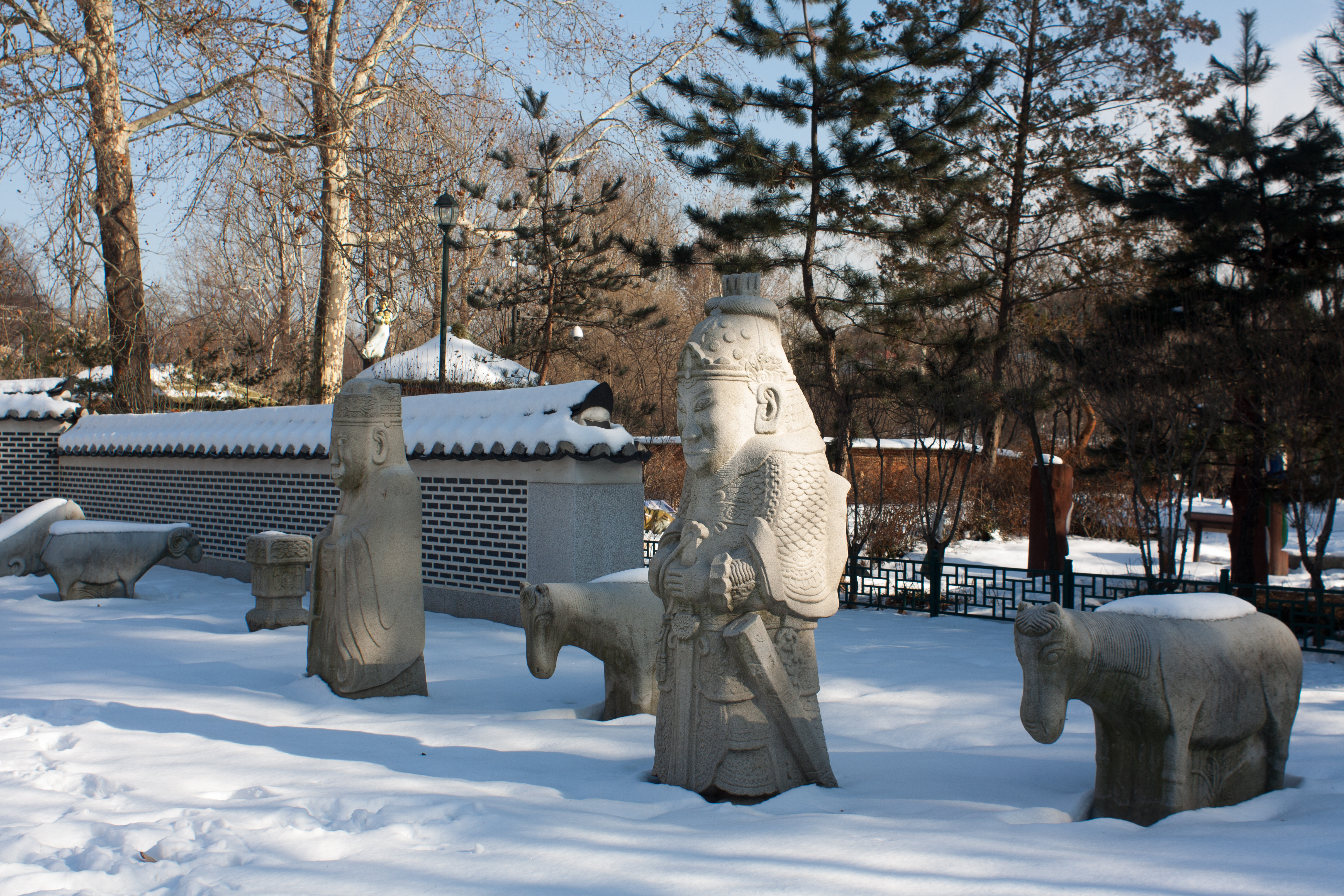
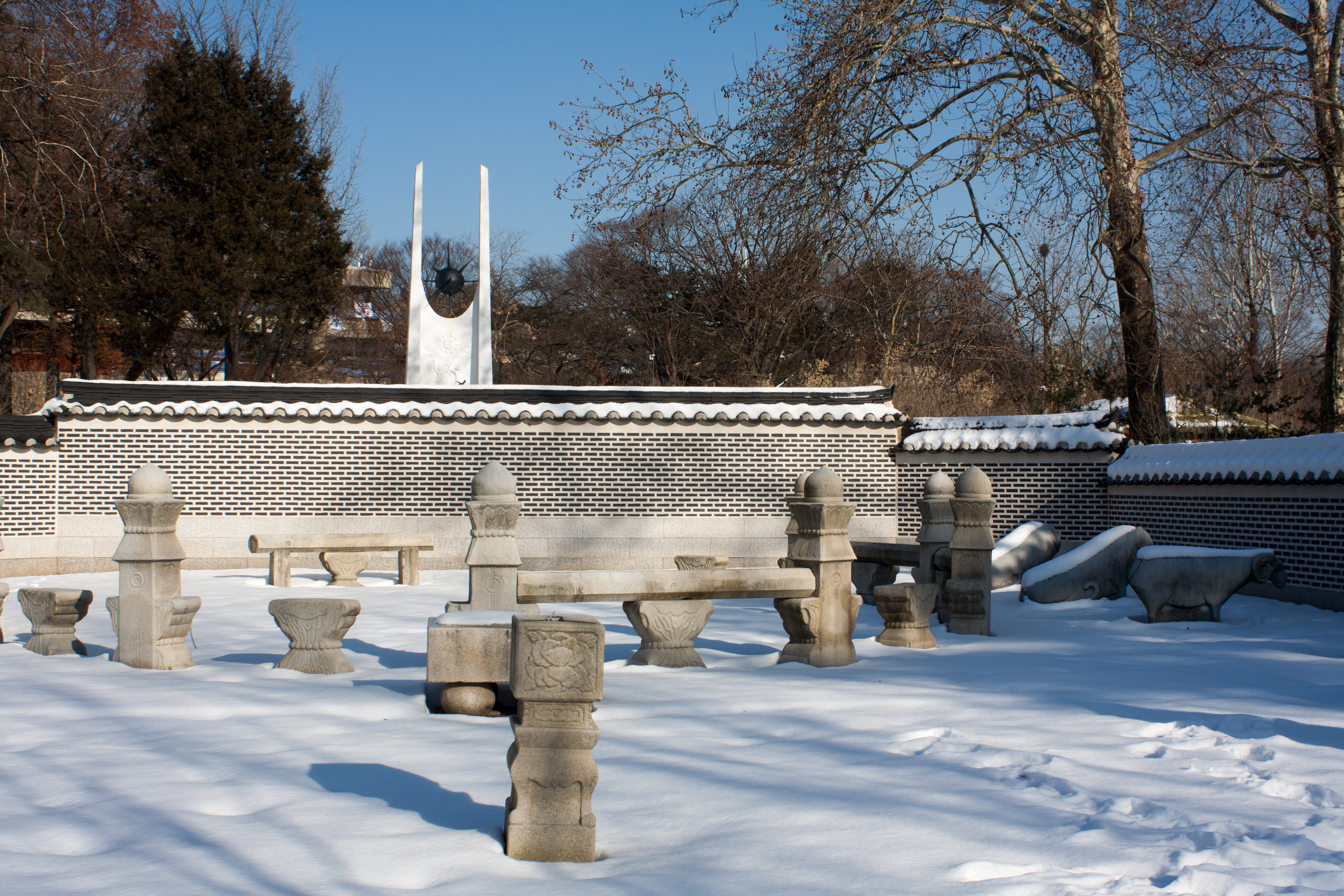
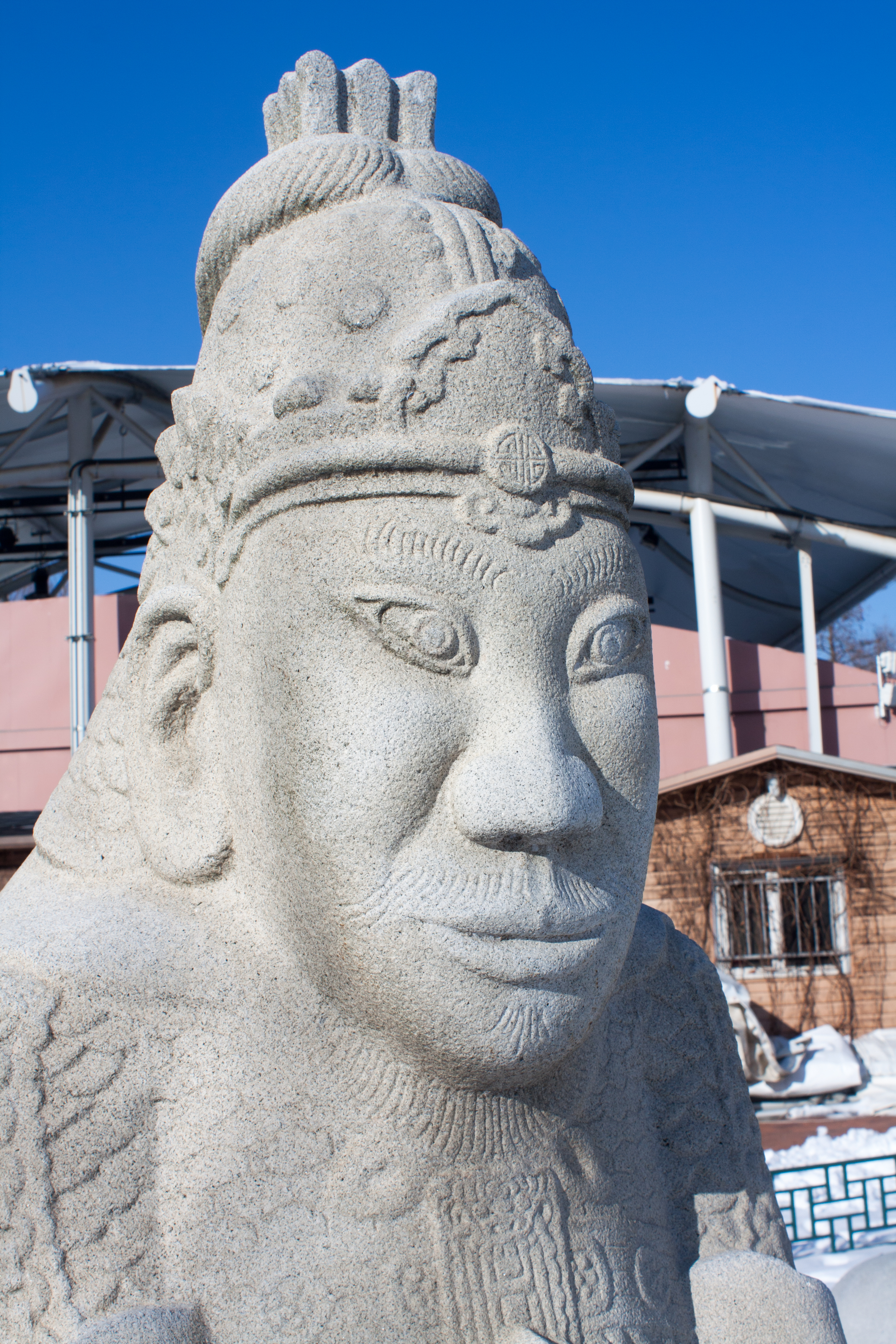
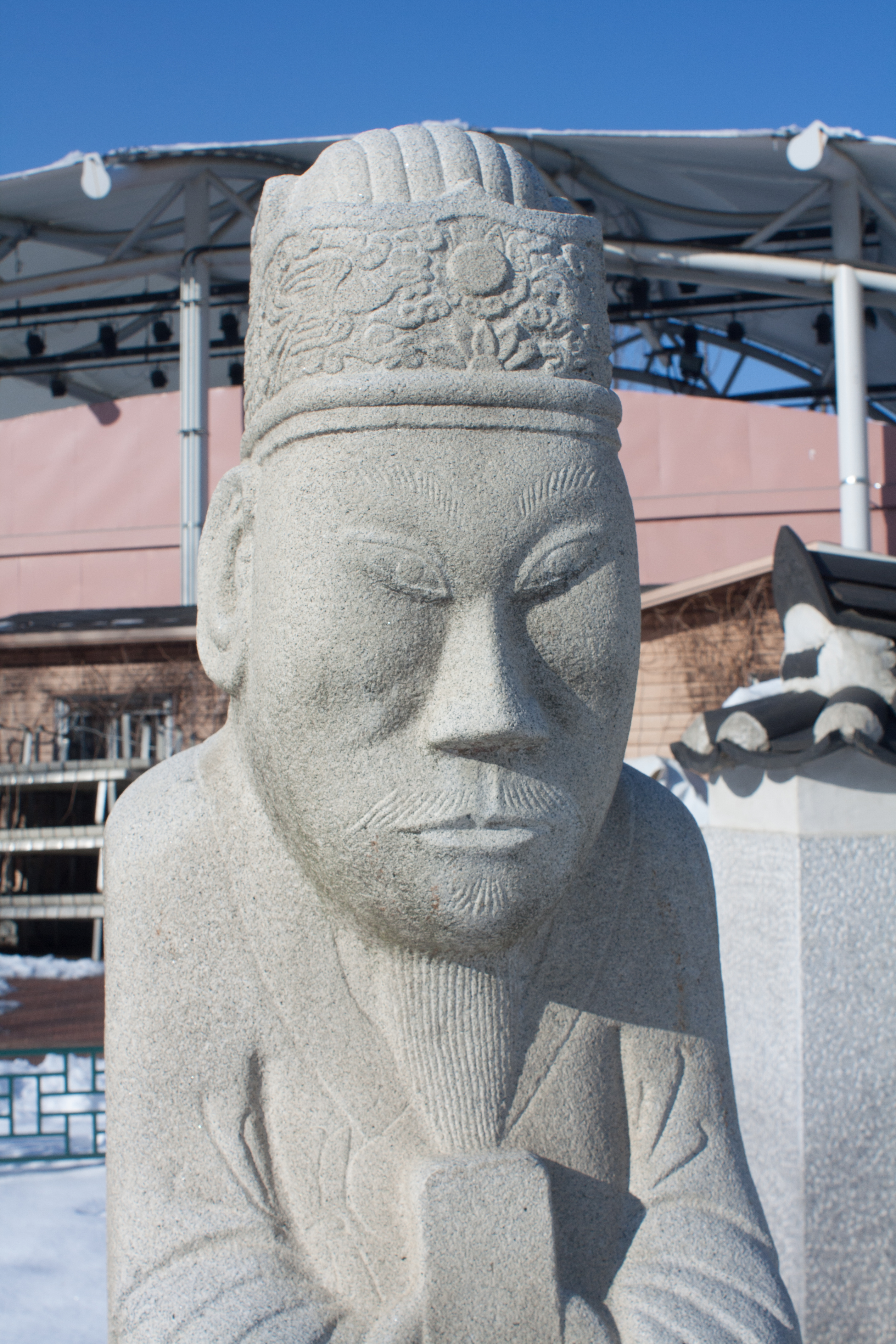
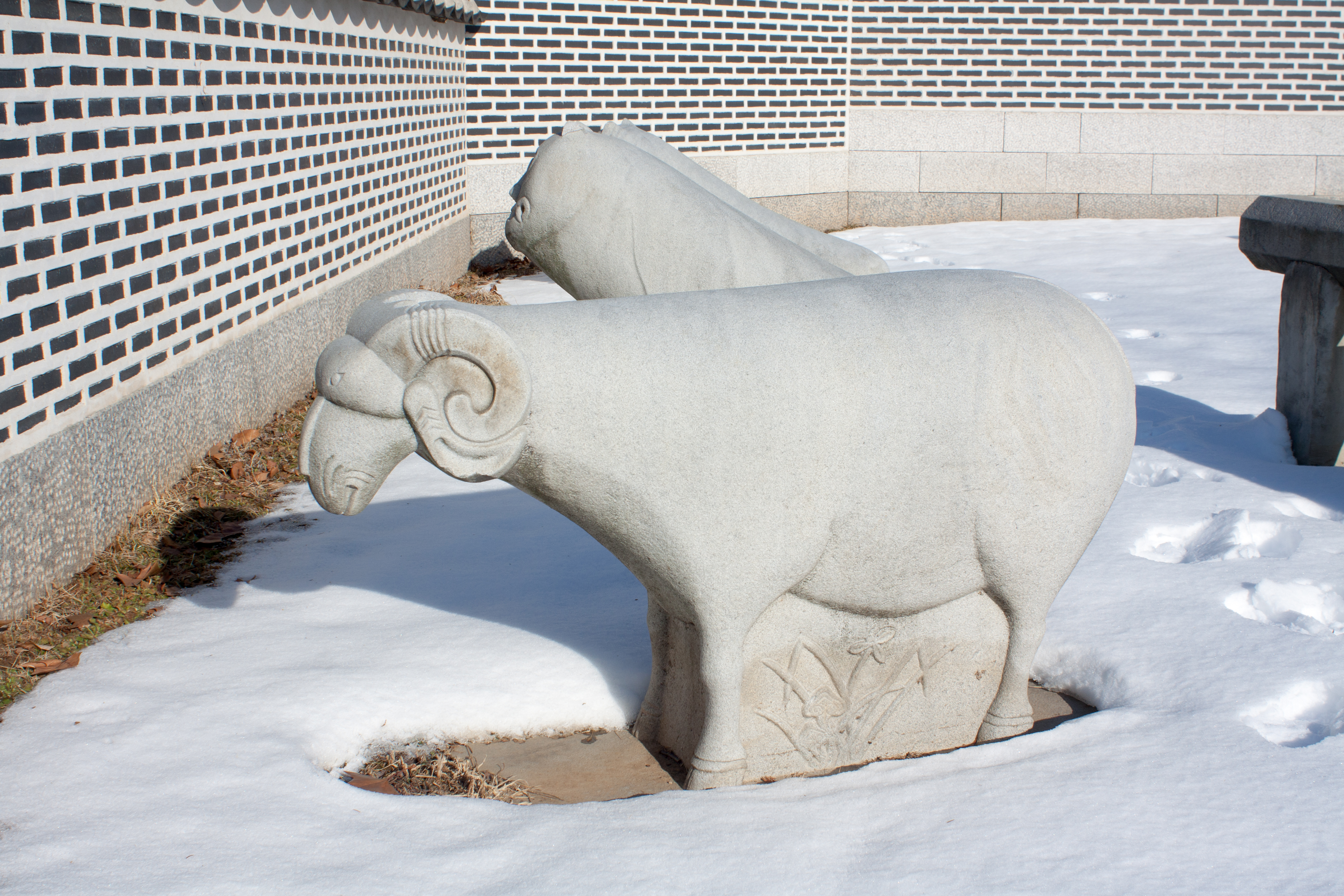

## 참고 자료
- 순명비 유강원 석물 - 국가유산청 국가유산포털